# El Djari
El Djari (arabe : الجاري) est un patrouilleur de la marine algérienne de la classe Kebir.
El Djari a été mis en chantier au chantier naval ECRN, Mers-el-Kebir situé à Oran. Lancé en 1985, il est affecté à la marine algérienne depuis le 10 novembre 1985.